# دنیل دنو
دنیل دنو (انگلیسی: Daniel Denot؛ زادهٔ ۱۱ نوامبر ۱۹۹۳) بازیکن فوتبال اهل آرژانتین است.
از باشگاه‌هایی که در آن بازی کرده‌است می‌توان به باشگاه فوتبال ریور پلاته اشاره کرد.